# پاشش مدی
پاشش مُدی (به انگلیسی: Modal dispersion) یک سازوکار اعوجاجی است که در فیبرهای چندمُد و سایر موجبرها رخ می‌دهد و در آن سیگنال در زمان پَخشیده (به انگلیسی: spread) می‌شود زیرا سرعت انتشار سیگنال نوری برای همه مُدها یکسان نیست. نام‌های دیگر این پدیده عبارتند از اعوجاج چندمُدی (به انگلیسی: multimode distortion)، پاشش چندمُد (به انگلیسی: multimode dispersion)، اعوجاج مُدی (به انگلیسی: modal distortion)، اعوجاج میان‌مُدی (به انگلیسی: intermodal distortion)، پاشش میان‌مُدی (به انگلیسی: intermodal dispersion) و اعوجاج تأخیری میان‌مُدی (به انگلیسی: intermodal delay distortion).
در تشبیه اپتیک پرتو، پاشش مُدی در فیبر نوری با شاخص پله‌ای ممکن است با انتشار چندمسیری یک سیگنال رادیویی مقایسه شود. پرتوهای نور با زوایای مختلف نسبت به محور فیبر تا زاویه پذیرش فیبر وارد فیبر می‌شوند. پرتوهایی که با زاویه کم‌تر وارد می‌شوند مسیر مستقیم‌تری را طی می‌کنند و زودتر از پرتوهایی که با زاویه تندتر وارد می‌شوند (که در طول فیبر چندین برابر از مرزهای هسته بازتاب می‌شوند) می‌رسند. ورود مولفه‌های مختلف سیگنال در زمان‌های مختلف شکل را اعوجاجی می‌کند.
پاشش مُدی پهنای‌باند فیبرهای چندمُد را محدود می‌کند. به عنوان مثال، یک فیبر شاخص پله‌ای معمولی با یک هسته ۵۰ میکرومتر برای طول یک کیلومتر تقریباً به ۲۰ مگاهرتز محدود می‌شود، به عبارت دیگر، پهنای‌باند ۲۰ مگاهرتز بر کیلومتر. پاشش مُدی ممکن است به‌طور قابل توجهی کاهش یابد، اما هرگز به‌طور کامل حذف نمی‌شود حتی با استفاده از یک هسته دارای نمایه ضریب شکست تدریجی. با این حال، فیبرهای شاخص تدریجی چندمُد دارای پهنای‌باند بیش از ۳٫۵ گیگاهرتز · کیلومتر در ۸۵۰ نانومتر هستند اکنون معمولاً برای استفاده در پیوند داده ۱۰ گیگابیت بر ثانیه ساخته می‌شوند
پاشش مُدی را نباید با پاشش رنگی اشتباه گرفت، اعوجاجی که ناشی از تفاوت در سرعت انتشار طول‌موج‌های مختلف نور است. پاشش مُدی حتی با یک منبع نور ایده‌آل و تک‌فام اتفاق می‌افتد.
یک مورد خاص از پاشش مُدی ، پاشش مُد قطبش (پی‌ام‌دی) است، یک پدیده پاشش فیبر معمولاً با الیاف تک‌مُد مرتبط است. پی‌ام‌دی زمانی حاصل می‌شود که دو مُد که معمولاً به دلیل تقارن هندسی و تنش هسته فیبر با سرعت یکسان (به عنوان مثال، دو قطبش متعامد در یک موجبر با مقطع دایره‌ای یا مربعی) حرکت می‌کنند، به دلیل نقص‌های تصادفی که تقارن را می‌شکند، با سرعت‌های متفاوت حرکت می‌کنند.

## عیب‌یابی
در فیبر نوری چندمُد با طول‌موج‌های زیاد در حال انتشار، گاهی تشخیص طول‌موج پراکنده از بین تمام طول‌موج‌های موجود دشوار است، اگر هنوز مشکلی برای کاهش سرویس وجود نداشته باشد. می‌توان توان نوری فعلی هر طول‌موج را با مقادیر طراحی شده مقایسه کرد و تفاوت‌ها را جستجو کرد. پس از آن، فیبر نوری انتها به انتها آزمایش می‌شود. اگر تلفاتی یافت نشد، به احتمال زیاد پاشش با آن طول‌موج خاص وجود دارد. به‌طور معمول مهندسان شروع به آزمایش بخش به بخش فیبر می‌کنند تا زمانی که به بخش آسیب دیده برسند. تمام طول‌موج‌ها آزمایش می‌شوندو طول موج متأثر از اتلاف در انتهای فیبر ایجاد می‌کند. می‌توان به راحتی محاسبه کرد که چه مقدار از فیبر تحت تأثیر قرار می‌گیرد و آن قسمت از فیبر را با قسمت جدید جایگزین می‌کند. تعویض فیبر نوری تنها زمانی مورد نیاز است که پاشش شدید وجود داشته باشد و سرویس تحت تأثیر قرار گیرد. در غیر این صورت می‌توان از روش‌های مختلفی برای جبران پاشش استفاده کرد.